# Rostraria rohlfsii
Rostraria rohlfsii är en gräsart som först beskrevs av Paul Friedrich August Ascherson, och fick sitt nu gällande namn av Josef Holub. Rostraria rohlfsii ingår i släktet borstäxingar, och familjen gräs. Inga underarter finns listade i Catalogue of Life.